# Cypermetryna
Cypermetryna – organiczny związek chemiczny z grupy pyretroidów, zaliczany do insektycydów trzeciej generacji. Środek ten działa selektywnie, jest umiarkowanie szkodliwy dla ptaków i ssaków (z wyjątkiem kotów, dla których jest toksyczny), a trujący dla ryb i owadów.